# مرهم گیلیاد

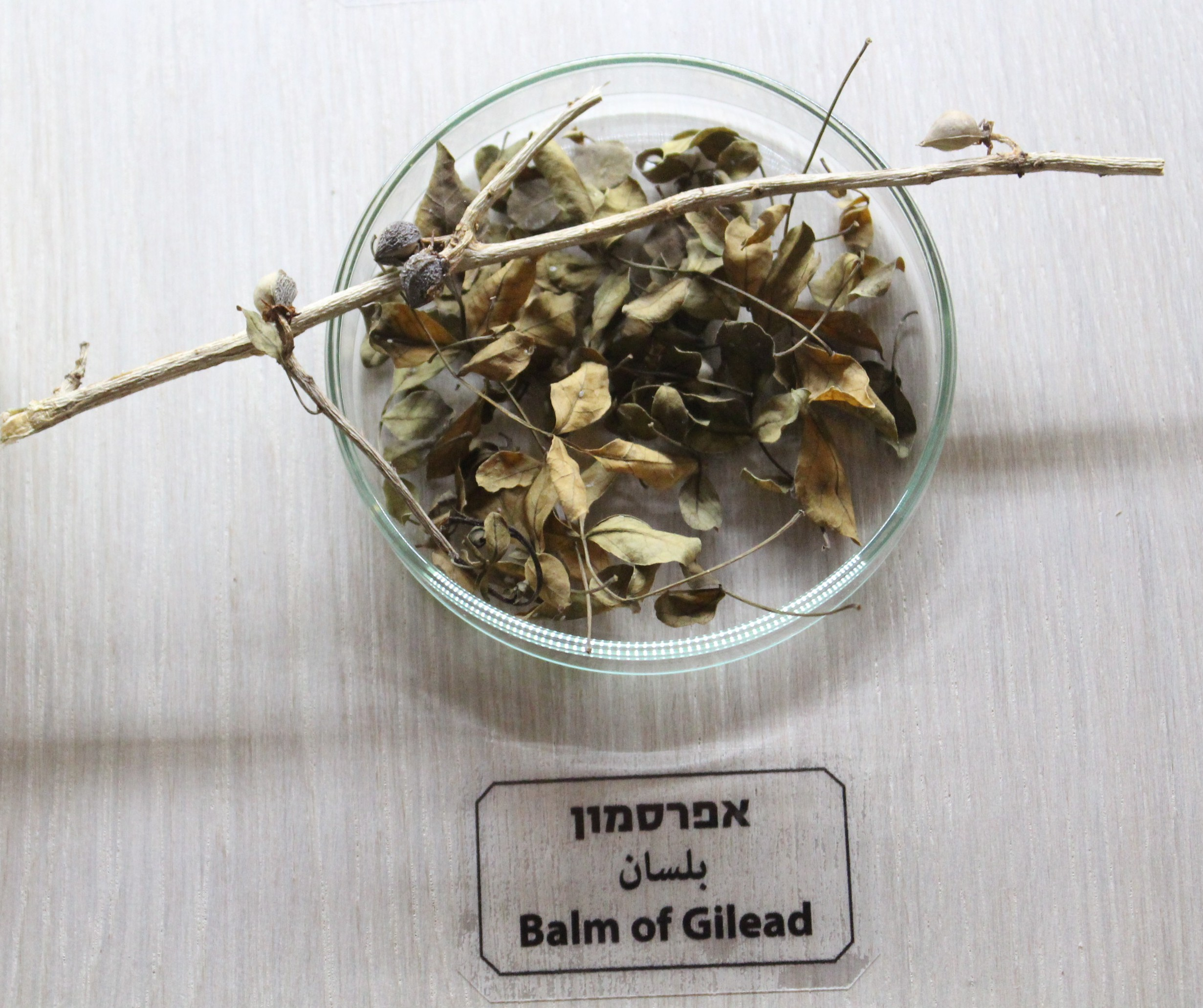
گیاهی که در نمایشگاه اورشلیم به نمایش گذاشته شده و تصور می‌رود ریشهٔ مرهم گیلاد باشد

مرهم گیلیاد یا مرهم گیلاد یا مرهم گیلعاد (انگلیسی: Balm of Gilead) گونه‌ای عطر کمیاب بود که در طب سنتی استفاده می‌شد. نام آن در کتاب مقدس عبری ذکر شده بود. ریشهٔ این نام را برگرفته از منطقهٔ گیلاد می‌دانند؛ جایی که در آنجا تولید می‌شده است. این عبارت از زبان ویلیام تیندل در کتاب مقدس نسخهٔ شاه جیمز در سال ۱۶۱۱ سرچشمه می‌گیرد و به معنای درمان جهانی در زبان تمثیلی است.